# Джейсон X
«Джейсон Х» (англ. Jason X) — американський фантастичний фільм жахів 2001 року режисера Джона Айзека, десятий з серіалу про Джейсона Вурхіза. Прем'єра фільму відбулась 24 липня 2001 року. В США фільм зібрав 13 121 555 дол., з них в перший вік-енд прокату 6 649 006 дол. В інших країнах було зібрано 3 830 243, що в загальній кількості склало 16 951 798 дол.

## Сюжет
Вурхіз (Кейн Ходдер) спійманий і засуджений до смертної кари, але жоден зі способів умертвіння не дає результату. Тоді Джейсона збираються піддати заморозці в кріогенній камері, а поки маніяка тримають в ланцюгах на території наукового центру. Але через халатність охоронців Джейсону вдається звільнитись, а також перебити частину військових, в плани яких входила перевезення вбивці на територію секретної військової бази для подальших досліджень. Ровен, молода працівниця наукового центру, заманює Вурхіза в криогенну камеру і заморожує його разом із собою.
2455 рік. Заморожених Джейсона та Ровен через декілька сотень років виявили космічні археологи на чолі з професором Лоу (Джонатан Поттс), що заглянули на залишену планету «Земля-1» (так стала називатися Земля після того, як на ній відбулась глобальна катастрофа, а люди, що залишились живими переселились на інші планети). Археологи приносять знайдені ними заморожені тіла на свій космічний корабель.
Розморожена Ровен пробує попередити своїх рятівників про смертельну небезпеку, яку несе повільно відтаююча в лабораторії зловісна фігура із хокейною маскою на обличчі. Відтаявши, Джейсон почав послідовно і винахідливо вбивати підлітків. Космічний корабель виявився переповнений юними студентами, що повертались з далекого навчального заслання на рідну «Землю-2». Найкращий космічний спецназ, озброєний за останнім словом техніки, пробує протистояти вбивці. Але навіть вони пасують перед сплавом метала і органіки, в який перетворюється монстр, добравшись до техніки далекого майбутнього…

## У ролях
| Актор                | Роль                             |
| -------------------- | -------------------------------- |
| Лекса Дойг           | Роуен ЛаФонтен                   |
| Ліза Райдер          | Кей-Ем 14                        |
| Чак Кемпбелл         | Цунарон                          |
| Джонатан Поттс       | Професор Брейтвейт Лоу           |
| Пітер Менса          | Сержант Елайджа Гуллівер Бродскі |
| Мелісса Ейд          | Джанесса                         |
| Мелоді Джонсон       | Кінса                            |
| Філліп Вільямс       | Тревор «Кратч» Кратчфілд         |
| Дервін Джордан       | Вейлендер                        |
| Даф Тайфенбах        | Азраель Бенрубі                  |
| Кейн Ходдер          | Джейсон Вурхіз                   |
| Девід Кроненберг     | Доктор Алосіус Бартолом'ю Віммер |
| Бойд Бенкс           | Пілот Лу Гоббарт                 |
| Крісті Енгус         | Адріанна Харт                    |
| Яні Джелльман        | Стоуні                           |
| Роберт Е. Сільверман | Дітер Перес                      |
| Барна Моріц          | Солдат Кіккер                    |
| Ділан Бірк           | Солдат Брігс                     |
| Тодд Фармер          | Сержант Даллас                   |
| Стів Люческу         | Солдат Кондор                    |
| Томас Сеніук         | Солдат Свен                      |
| Аманда Бругел        | Солдат Геко                      |
| Кей Пенафлор         | Віртуальна дівчина 1             |
| Таня Маро            | Віртуальна дівчина 2             |
| Роман Подхора        | Пілот космічного корабля         |
| Міка Уорд            | Дівчина Бреда                    |
| Девід Кук            | Бред                             |
| Джефф Геддіс         | Солдат Семуель Хайм Джонсон      |
| Маркус Паріло        | Сержант Маркус                   |
| Джеймс Ісаак         | Лікар                            |

## Цікаві факти
- Слоган картини: «Зло вдосконалюється!».
- Маленьку роль зіграв Девід Кроненберг.
- З Бетсі Палмер велися перемовини на роль місіс Вурхіс, але вона відмовилась.
- Знімання фільму відбувалося в період з 6 березня по 30 квітня 2000 року.
- Цей фільм серії про Джейсона Вурхіза має деяку подібність з такими кіносеріалами як «Лепрекон» та «Повсталий з пекла»: одна з частин кожного з даних серіалів розповідає про боротьбу героїв з «особами» кіносеріалів в далекому майбутньому і неодмінно в космосі (Лепрекон 4: В космосі та Повсталий з пекла 4: Кровна спорідненість).
- Лекса Дойг грала жінку-андроїда в фантастичному серіалі Андромеда, в той час як Ліза Райдер за сюжетом була людиною. У фільмі «Джейсон Х» навпаки: Лекса була людиною, а Ліза — андроїдом.

## Музика

### Jason X (Score by Harry Manfredini)
1. Opening Credits (4:32)
2. The 'Cryo'ing Game (3:08)
3. Meanwhile, 450 Years Later (2:48)
4. The Trip to Grendel (2:16)
5. Nano Ant Technology (5:27)
6. Jason Thaws Out (4:16)
7. He's Back (2:16)
8. The Grunts (7:08)
9. Give Me That Old Time Machete (6:29)
10. Kinsa Kracks (6:43)
11. KM Kicks Butt (2:49)
12. Escape Plan (2:13)
13. Birth of the UberJason (4:23)
14. The Wind Tunnel (1:43)
15. Oops? What Oops? (2:52)
16. Virtual Crystal Lake (2:23)
17. All's Well That Ends…Well? (3:41)
18. End Credits (4:00)